# Bassagong
Bassagong (뱃사공?), pseudonimo di Kim Jin-woo (김진우?, Gim Jin-wooLR, Kim ChinuMR; Bucheon, 1º settembre 1986), è un rapper sudcoreano.

## Biografia
Basick ha ottenuto il suo primo ingresso nella Gaon Chart col secondo album in studio Tang-A, finito al 97º posto; il disco è stato premiato con un Korean Music Award.

## Discografia

### Album in studio
- 2015 – Chulhangsa
- 2018 – Tang-A

### EP
- 2020 – Giraffe

### Singoli
- 2013 – 27.9
- 2014 – Gypsy
- 2016 – 7 (con Arwwae)
- 2019 – Comfort
- 2019 – Rock n Roll Baby (feat. G2 & Changmo)
- 2020 – The Guys (con Chaboom, Jjangyou e Minit)
- 2020 – Fadeaway (con Jvcki Wai, Coogie, Paloalto e The Quiett)
- 2021 – Eoe
- 2021 – FuckTrap (con Oygli)